# المسيحية في ناميبيا

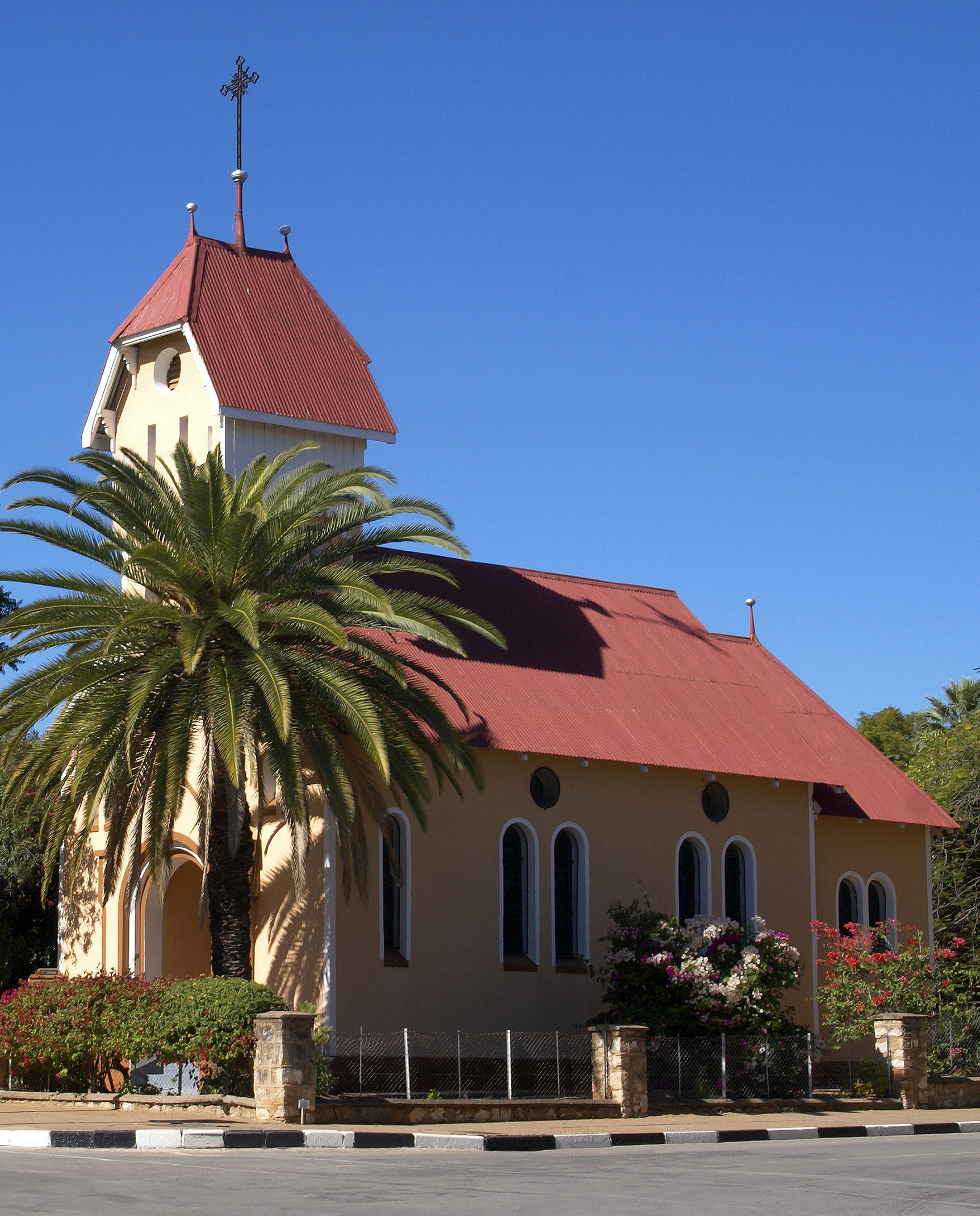
كنيسة القديسة بربارة في نامبيا.

المسيحية في ناميبيا هي الديانة السائدة إذ أنّ أكثر من 90% من السكان مسيحيين. وتأتي البروتستانتية في مقدمة الطوائف المسيحية مع حوالي 75% من السكان، ويتبع حوالي 50% من السكان المذهب اللوثري. وتعد اللوثرية وفقاً للإحصائيات المحتلفة أكبر مجموعة دينية في البلاد، نتيجة إرث العمل التبشيري الألماني والفنلندي خلال الحقبة الإستعماريَّة للبلاد، وهي الدولة الوحيدة في العالم ذات الأغلبيَّة اللوثريَّة في أفريقيا. ويعتنق بين 10% إلى 20% من السكان معتقدات السكان الأصليين. أدَّت الأنشطة التبشيرية خلال النصف الثاني من القرن التاسع عشر إلى تحول العديد من الناميبيين إلى الديانة المسيحية. وحالياً معظم المسيحيين هم من أتباع المذهب اللوثري، ولكن هناك أيضاً تواجد لأتباع الكنيسة الرومانية الكاثوليكية، والميثودية، والأنجليكانية، والكنيسة المصلحة الهولندية وكنيسة يسوع المسيح لقديسي الأيام الأخيرة.
تعمل مجموعات التبشير الأجنبية في البلاد بحريَّة، وينص الدستور على حرية الدين، وتحترم الحكومة بشكل عام هذا الحق في الممارسة. ولم تتلق حكومة الولايات المتحدة أي تقارير عن الإساءات المجتمعيَّة أو التمييز على أساس المعتقد أو الممارسة الدينية في عام 2007.

## الطوائف المسيحية

### البروتستانتية اللوثرية

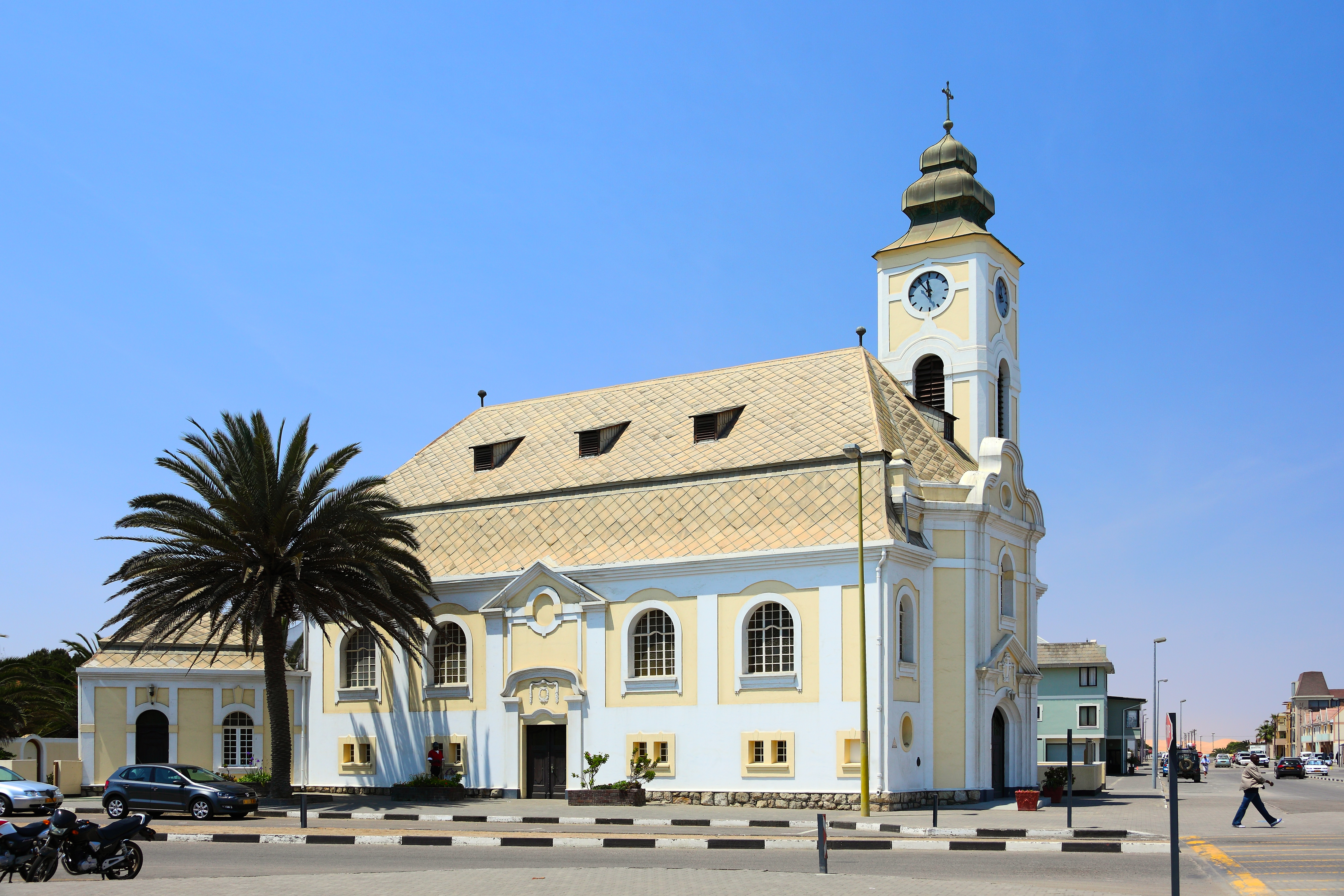
الكنيسة اللوثريَّة في سواكوبموند.

أكبر جماعة مسيحية في نامبيا هي الكنيسة اللوثرية، وهي إرث من العمل التبشيري الألماني والفنلندي خلال فترة الإستعمار في البلاد. وتنقسم الكنيسة اللوثرية في البلاد إلى ثلاث كنائس: الكنيسة الإنجيلية اللوثرية في جمهورية ناميبيا (ELCRN)، والتي تأسست من قبل جمعية تبشيريّة من ألمانيا وبدأت العمل في المنطقة منذ عام 1842؛ ويصل عدد أتباع هذه الكنيسة إلى حوالي 420,000 شخص. تليها الكنيسة الإنجيلية اللوثرية في ناميبيا (ألتشين)، وانبثقت عن بعثة الكنيسة الفنلندية الإنجيلية اللوثرية (المعروفة سابقًا باسم جمعية التبشير الفنلندية) والتي بدأت العمل في التبشير في عام 1870؛ ويصل عدد أتباع إلى حوالي 772,398 نسمة ويقيم معظمهم في المناطق الشماليَّة من البلاد، والكنيسة الكنيسة الإنجيلية اللوثرية في ناميبيا الناطقة في اللغة الألمانية والتي تخدم الأوروبيين الألمان، ويصل تعداد أتباعها إلى حوالي 4,434 عضو. في عام 2007 أنشأت الكنائس الثلاث مجلس الكنيسة المتحدة للكنائس اللوثرية في ناميبيا، وكان الهدف النهائي لتصبح كنيسة واحدة.
يعتنق حوالي 97% من شعب أوفامبو المسيحية ديناً على مذهب اللوثريَّة، ويتبع العديد من شعب الهيريرو المذهب اللوثريّ. كما وتميل الأقلية الألمانية البالغ عددها 30 ألف نسمة إلى الانتماء إلى الكنيسة اللوثرية. ويُمكن رؤية إرث الاستعمار الألماني في ناميبيا في الكنيسة اللوثرية، والتي تعد أكبر طائفة دينية في البلاد. ووفقاً لتقديرات المسوحات الديموغرافية والصحية عام 2013 يتبع حوالي 44% من النساء وحوالي 43% من الرجال في البلاد الكنيسة الإنجيلية اللوثرية في جمهورية ناميبيا.

### طوائف أخرى

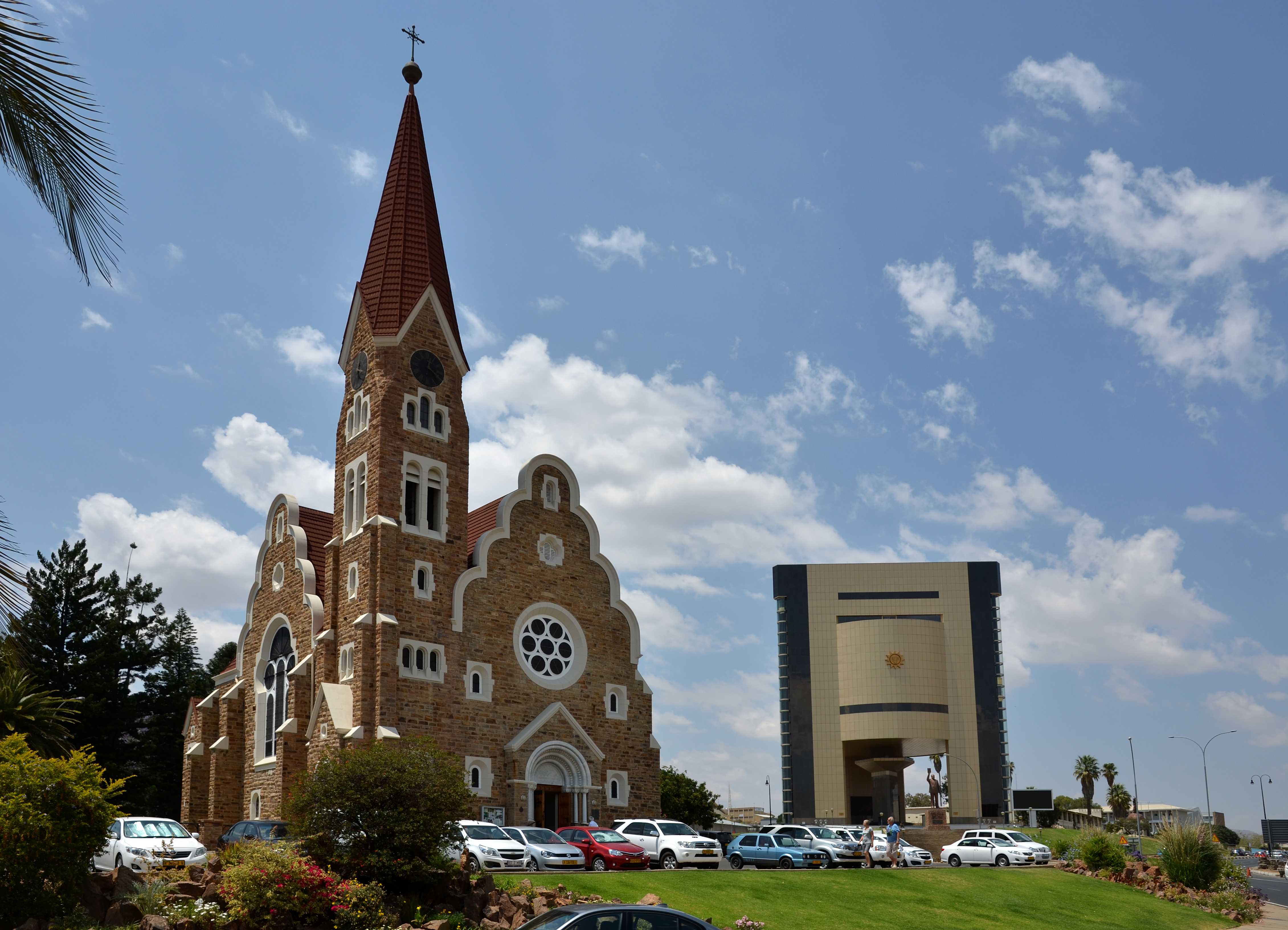
كنيسة المسيح في ويندهوك.

الكنيسة الكاثوليكية الناميبيَّة هي جزء من الكنيسة الكاثوليكية العالمية في ظل القيادة الروحية للبابا في روما، وتعد ثاني أكبر المذاهب المسيحيَّة في البلاد، في عام 2004 كان هناك 246,000 من الرومان الكاثوليك في ناميبيا، أي حوالي 13.7% من مجموع السكان. في حين وفقاً لتقديرات المسوحات الديموغرافية والصحية عام 2013 شكل الكاثوليك حوالي 22.8% من مجمل السكان. ويتوزع كاثوليك البلاد على أبرشيتين، بما في ذلك أسقفية واحدة مع نيابة رسولية. واستقر معظم البرتغاليين المولودين في أنغولا بعد استقلال أنغولا عام 1975 في ناميبيا، ويعتنق معظمهم المسيحيَّة ديناً على المذهب الروماني الكاثوليكي.
تتكون الكنيسة الأنجليكانية من أبرشية واحدة وهي الأبرشية الأنجليكانيَّة في ناميبيا، والتي تُشكل جزءًا من مقاطعة متروبوليتان في جنوب إفريقيا، ويتركز حضورها ونفوذها في شمال البلاد. عارضت الكنيسة الأنجليكانية الناميبية فرض سياسات الفصل العنصري أثناء احتلال البلاد من قبل جنوب إفريقيا، ونتيجة لذلك تم ترحيل العديد من الأساقفة والقساوسة الأنجليكان من قبل النظام. وتمارس الكنيسة الأنجليكانية الناميبيَّة طقوسها الدينية أساسًا باللغتين الإنجليزية والكوانياما.
وينتسب أعداد أقل من السكان إلى الكنيسة المعمدانية، والكنيسة الميثودية، وكنيسة يسوع المسيح لقديسي الأيام الأخيرة (المورمون)، والكنيسة الرسولية الجديدة والسبتيين. ويعتنق كل من الباستر والأفريكان مذهب الكنيسة المصلحة الهولندية الكالفينية، والأفريكان هم من البيض من ذوي الأصول الهولنديَّة والذين استوطنوا أفريقيا في القرن السابع عشر والقرن الثامن عشر.